# Farkasok (film)
A Farkasok (eredeti cím: Wolves) 2014-es kanadai akció-horrorfilm, amelyet David Hayter írt és rendezett. A főbb szerepekben Lucas Till, Stephen McHattie, John Pyper-Ferguson, Merritt Patterson és Jason Momoa látható.
A filmet 2014. augusztus 28-án mutatták be a mozikban. Magyarország az HBO mutatta be 2015. szeptember 11-én. Általánosságban negatív véleményeket kapott a kritikusoktól.

## Cselekmény
A tinédzser Caydont rémálmok gyötrik, és megmagyarázhatatlan dühkitörésekben szenved, amelyek hatalmas erőkkel ruházzák fel. Egy este, amikor barátnőjével, Lisával az autóban csókolóznak, vérfarkassá változik, és megsebesíti Lisát, aki elmenekül előle. Caydon később otthon ébred, ahol szülei eltorzult és megcsonkított holttestét találja. Amikor Lisa a rendőrséggel együtt megjelenik a ház előtt, a férfi elmenekül, és ettől kezdve az országot járja, az újabb gyilkosságtól való félelemtől gyötörve. Útközben Caydon találkozik a „vad Joe” nevű vérfarkassal, aki elmondja neki, sok vérfarkas van, és a legtöbbjük Lupine Ridge-ben él, ezért elindul oda.
Lupine Ridge-ben Caydon találkozik a szintén vérfarkas John Tollerman-nel, akitől megtudja, hogy ő Tollerman dédunokaöccse, és valójában a vérfarkas Connor fia, aki megerőszakolta az anyját, Lucindát. Lucinda titokban tartotta a terhességet, születése után örökbe adta Caydont, majd néhány nappal később öngyilkos lett. Connor a Lupine Ridge környéki erdőben él az emberfalkájával, akiket megharapva vérfarkassá változtatott. Connor megállapodást kötött a faluban élő „tiszta vérű” vérfarkasokkal, hogy békén hagyja őket, ha cserébe a vérfarkas Angelina hajlandó fiút nemzeni neki. Caydon, aki beleszeretett Angelinába, ezt meg akarja akadályozni.
Caydon képes megölni az összes farkast Connor falkájából egy harcban John segítségével. Amikor utolsóként legyőzi Connort, és éppen meg akarja ölni, hirtelen megjelenik vad Joe. Elmondja nekik, hogy Connor évekkel ezelőtt száműzte őt Lupine Ridge-ből, és úgy döntött, bosszút áll érte. Tudta, hogy Caydon Connor fia, és megölte az örökbefogadó szüleit, hogy Caydon eljöjjön Lupine Ridge-be és harcoljon Connor ellen. Joe megöli Connort, és Caydon az ezt követő harcban végez Joe-val.
Másnap Caydon Angelinával együtt elhagyja Lupine Ridge-et.

## Szereplők
| Szerep                   | Színész              | Magyar hang        |
| ------------------------ | -------------------- | ------------------ |
| Cayden Richards          | Lucas Till           | Czető Roland       |
| Connor Slaughter         | Jason Momoa          | Varga Gábor        |
| Angelina "Angel" Timmins | Merritt Patterson    | Sipos Eszter Anna  |
| Joe "Vad Joe" Wills      | John Pyper-Ferguson  | Epres Attila       |
| John Tollerman           | Stephen McHattie     | Rosta Sándor       |
| Clara Tollerman          | Janet-Laine Green    | Menszátor Magdolna |
| Lisa Stewart             | Kaitlyn Leeb         | Csifó Dorina       |
| Janice Richards          | Jennifer Hale        |                    |
| Deke                     | Adam Butcher         | Maday Gábor        |
| Kino                     | Philip Maurice Hayes | Berzsenyi Zoltán   |
| Haley                    | Miriam McDonald      | Czirják Csilla     |
| Gail Timmins             | Melanie Scrofano     | Nemes Takách Kata  |
| Carter Wills             | Brandon McGibbon     | Seszták Szabolcs   |
| Larson Wills             | Jonathan Llyr        | Tokaji Csaba       |
| Dobie                    | Alain Moussi         |                    |

### Magyar változat
- Főcím: Korbuly Péter
- Magyar szöveg: Lovassy Luca
- Hangmérnök: Kiss István
- Vágó: José Lattes
- Gyártásvezető: Gelencsér Adrienne
- Szinkronrendező: Lengyel László

A szinkront a Mafilm Audio Kft. készítette el.

## Fogadtatás
A Rotten Tomatoes weboldalán 20-os értékelést kapott 20 kritika alapján. A Metacritic-en 37%-os értékelést ért el 11 kritika alapján, ami „általánosságban kedvezőtlen kritikát” jelent.
A Shock Till You Drop és a The New York Times is kritizálta a filmet, a Shock Till You Drop szerint a film túl komolyan vette magát, és „ennek eredményeképpen ez olyan... butaságnak tűnik. Emellett a filmnek van egy csúnya, randevúval kapcsolatos, megerőszakolós aspektusa, ami aláássa a filmben rejlő szórakozási lehetőségeket.”